# Hymenoscyphus epiphyllus
Hymenoscyphus epiphyllus (Pers.) Rehm ex Kauffmann – gatunek grzybów z rodziny tocznikowatych (Helotiaceae).

## Systematyka i nazewnictwo
Pozycja w klasyfikacji według Index Fungorum: Hymenoscyphus, Helotiaceae, Helotiales, Leotiomycetidae, Leotiomycetes, Pezizomycotina, Ascomycota, Fungi.
Po raz pierwszy takson ten opisał w 1794 r. Christiaan Hendrik Persoon nadając mu nazwę Peziza epiphylla. Obecną, uznaną przez Index Fungorum nazwę nadali mu w 1929 r. Heinrich Rehm i Calvin Henry Kauffman.
Ma 11 synonimów. Niektóre z nich:
- Helotium epiphyllum (Pers.) Fr., 1849
- Phaeohelotium epiphyllum (Pers.) Hengstm. 2009[2].

## Morfologia
Owocniki
Typu apotecjum o średnicy 1–3,5 mm, złożone z miseczki i trzonu. Miseczka żółtawa, w stanie wilgotnym biaława, z ostrym, często nieco zakrzywionym brzegiem, z zewnątrz drobno filcowata. Trzon krótki i gruby, tej samej barwy co miseczka.
Cechy mikroskopowe
Zarodniki białe, przezroczyste, 10–18 × 4–6,5 µm, rzadko także 11–15 × 2,5–3,5 µm, wrzecionowate z kropelkami oleju,. Worki 65–75 × 6,5–8 µm, cylindryczno-maczugowate. parafizy nitkowate o szerokości około 2 µm.

## Występowanie i siedlisko
Podano stanowiska Hymenoscyphus epiphyllus w Ameryce Północnej i Południowej, Europie, Azji i na Nowej Zelandii. Najwięcej stanowisk podano w Europie, występuje tu na całym obszarze z wyjątkiem części południowo-wschodniej. W Polsce M.A. Chmiel w 2006 r. przytoczyła kilkanaście stanowisk. Nowe stanowiska podano także w latach następnych.
Grzyb saprotroficzny. Rozwija się na opadłych liściach drzew liściastych.